# Stråktrio
Stråktrio är en musikalisk ensemble bestående av violin, viola och cello, och även ett musikaliskt verk för sådan ensemble.
Några exempel på tonsättare som skrivit för stråktrio är Ludwig van Beethoven, Max Reger och Arnold Schönberg.